# Earache Records
Earache Records este o casă de discuri independentă înființată de Digby Pearson⁠(d) în 1985. Aceasta are sediul în Nottingham, Anglia, și birouri în  Londra și New York. A devenit cunoscută drept una dintre primele case de discuri care au lansat albume de extreme metal - cu precădere grindcore și death metal - de la finalul anilor 1980 până la mijlocul anilor 1990. Între timp, catalogul companiei s-a diversificat și au încheiat contracte cu formații precum Rival Sons⁠(d) , The Temperance Movement⁠(d), Blackberry Smoke⁠(d), Scarlet Rebels⁠(d) și The White Buffalo⁠(d). Compania a fost gazda scenei „Earache Express” la Festivalul de la Glastonbury⁠(d) în 2017 și a scenei „The Earache Factory” la Boomtown⁠(d) în 2018. Logoul casei de discuri reprezintă un omagiu adus revistei Thrasher⁠(d), Pearson fiind un adept al culturii skateboardului.

## Istorie
Earache a fost înființată în 1985 de către Digby Pearson. Primul album lansat de casa de discuri a fost The Return of Martha Splatterhead (1987) al formației The Accüsed⁠(d). Acesta a fost urmat de un LP al formațiilor Concrete Sox și Heresy⁠(d). Prima lansare importantă a casei de discuri a fost albumul Scum⁠(d) al formației Napalm Death; acesta a ajuns pe locul 7 în topul indie din Marea Britanie. :143–146 Earache a lansat materialele a numeroase formații de metal extrem precum Morbid Angel, Carcass, Entombed, Bolt Thrower și Terrorizer⁠(d).
Deși este asociată cu genul death metal, catalogul casei de discuri este variat și a înregistrat melodii pentru formația galeză de ragga-metal Dub War⁠(d), pionierii metalului industrial Godflesh⁠(d), Pitchshifter⁠(d), Ultraviolence⁠(d), grupul industrial/experimental Scorn⁠(d) al lui Mick Harris⁠(d), grupul experimental Naked City⁠(d) și trupele doom/sludge metal Sleep⁠(d) și Acid Bath⁠(d).
La începutul anilor 1990, Columbia Records a semnat un contract cu Earache Records în încercarea de a intra pe piața albumelor metal. Columbia va comercializa și distribui materialele în America, drepturile revenind casei de discuri britanice odată cu încheierea tranzacției. Când nu au reușit să vândă suficiente produse, aceștia au dorit rezilierea înainte de termen a înțelegerii. :219–236
Casa de discuri are o suită de companii subsidiare, inclusiv Wicked World Records, Elitist Records, Sub Bass Records și Necrosis Records (desființată).